# Keitum
Keitum (dänisch: Kejtum, nordfriesisch: Kairem) ist ein Ortsteil der Gemeinde Sylt auf der gleichnamigen Insel im Kreis Nordfriesland.
Der Ort gilt heute auf Grund seiner zahlreichen Alleen und des alten Baumbestandes als der grüne Ort der Insel. Keitum ist zudem bekannt für seine vielen, teils sehr alten Friesenhäuser, die oft von Steinmauern (Friesenwällen) umgeben sind.

## Geographie
Das Ortsteilgebiet von Keitum erstreckt sich im Nordwesten der Halbinsel Nösse auf der Nordseeinsel Sylt am Grünen Kliff auf der Wattenmeerseite der Insel.
Das Wohnplatzverzeichnis zur Volkszählung in der Bundesrepublik Deutschland 1987 verzeichnete mehrere Wohnplätze im Gebiet der damaligen Gemeinde Sylt-Ost. Zu Keitum haben neben dem namenstiftenden Luftkurort auch die Häusergruppen Jückersmarsch und Kaamp und die Hofsiedlung Klentertal gezählt.

## Geschichte

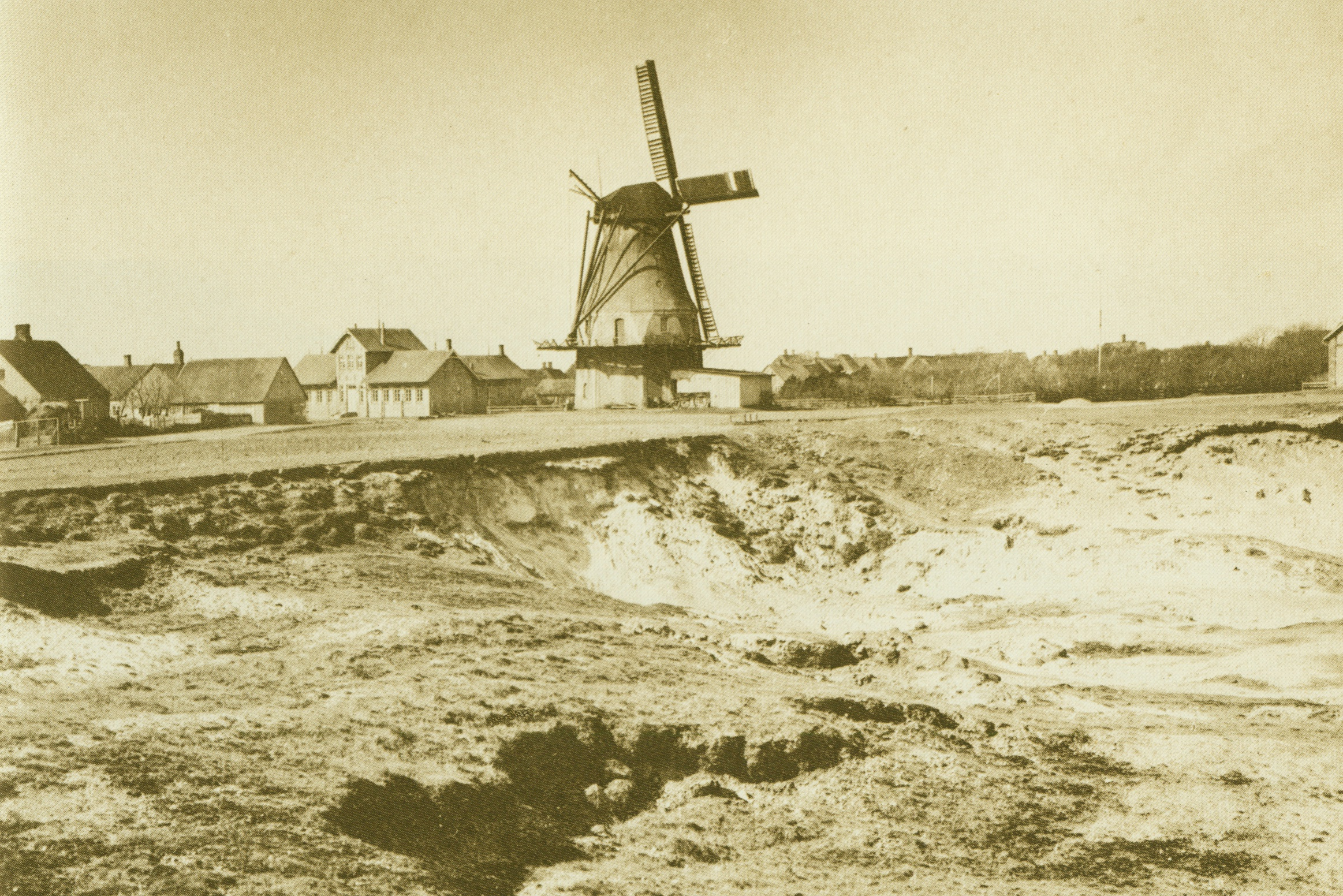
Die alte Windmühle von Keitum

Der Ort wurde im Jahr 1216 erstmals urkundlich erwähnt. Der Ortsname hat etwa die Bedeutung Siedlung (Stätte) des Kedi. Bis Mitte des 19. Jahrhunderts galt Keitum als Hauptort der Insel Sylt. Hier praktizierte der einzige Arzt der Insel und es gab die einzige Apotheke, auch war es Verwaltungssitz für die zum Herzogtum Schleswig und somit nicht unmittelbar zur dänischen Krone zählenden Ländereien auf Sylt (das nördliche Listland gehörte als Königliche Enklave nicht zu Schleswig), und noch bis zum 31. Dezember 2008 befand sich dort der Sitz des Amtes Landschaft Sylt. In Keitum siedelten sich im 17. und 18. Jahrhundert zahlreiche wohlhabende Kapitäne an, so dass der Ort als einziger der sonst armen Insel gewissen Wohlstand aufwies. Ein Beispiel hierfür ist der Mühlenhof Keitum. Erst mit dem Einsetzen des Fremdenverkehrs wuchs die Bedeutung des Seebades Westerland. Mit dem Bau des Hindenburgdammes erhielt Keitum durch seinen Bahnhof im Südwesten des Ortes Anschluss an das Netz der Reichsbahn.
Nach dem Deutsch-Dänischen Krieg 1864 kam der Ort zu Preußen und somit zu Deutschland. Bei der Volksabstimmung 1920 über die nationale Zugehörigkeit der Region stimmten in Keitum 560 Einwohner für Deutschland, 68 für Dänemark (im gesamten Kirchspiel Keitum waren es 1188 für Deutschland und 130 für Dänemark). Keitum und die Insel Sylt verblieben somit bei Deutschland.
Keitum existierte bis zur Bildung der Gemeinde Sylt-Ost 1970 als selbständige Gemeinde. Munkmarsch war ein Ortsteil von Keitum. Kleinere Ortsteile waren Kaamp (östlich von Keitum) sowie Jückersmarsch und Klentertal (nördlich von Keitum an der Straße nach Munkmarsch).

## Kultur und Sehenswürdigkeiten

### Megalithgrab Harhoog

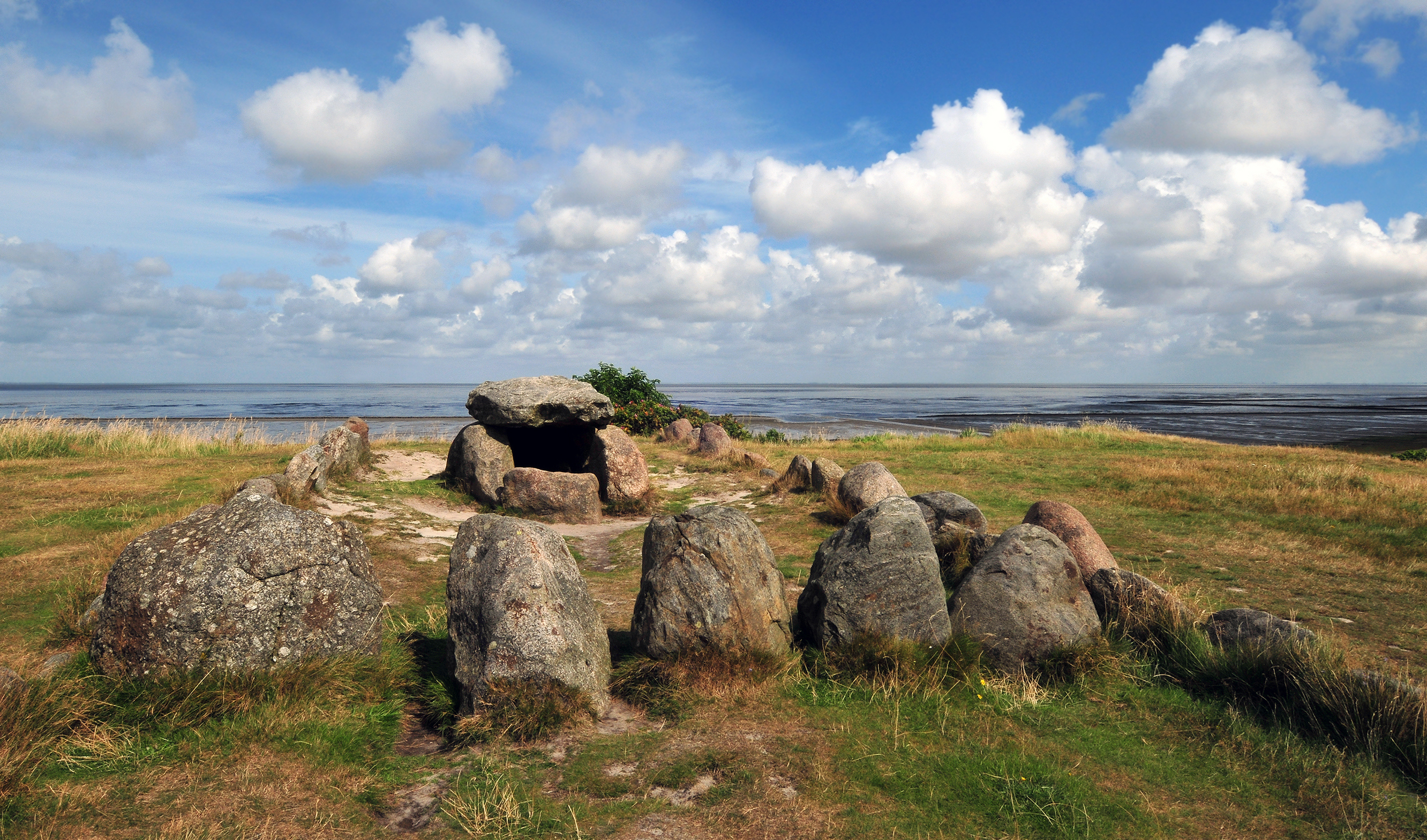
Das Megalithgrab Harhoog in Keitum stammt aus der Kupfersteinzeit und wurde um 2.500 v. Chr. gebaut.

Das Megalithgrab Harhoog in Keitum ist ein rechteckiges Hünengrab, in ostwestlicher Richtung ausgerichtet, mit einem „erweiterten Dolmen“ oder Rechteckdolmen mit halbhohem Eintrittsstein als Zugang.  Es besteht aus einer Grabkammer mit rechteckiger Einfassung, ein sogenanntes Langbett, und wurde wohl um 3000 v. Chr. in der Kupfersteinzeit von Angehörigen der Trichterbecherkultur errichtet.
Es liegt am Rande des Watts, jedoch nicht mehr am originären Fundort im Bereich der „Weenk“ genannten Anhöhe östlich des Wäldchens zwischen Keitum und Tinnum. Es wurde erstmals bei der Ausbeutung einer großen Sandgrube für den Bau des Hindenburgdammes 1925 freigelegt und nach weiteren Sandentnahmen für den Bau des Nössekoogdeiches 1936 wissenschaftlich untersucht. Die Steinkammer des Riesenbettes musste im Juni 1954 verlegt werden, weil das Gelände für die Erweiterung des Sylter Flughafens abgetragen wurde.

### Museen

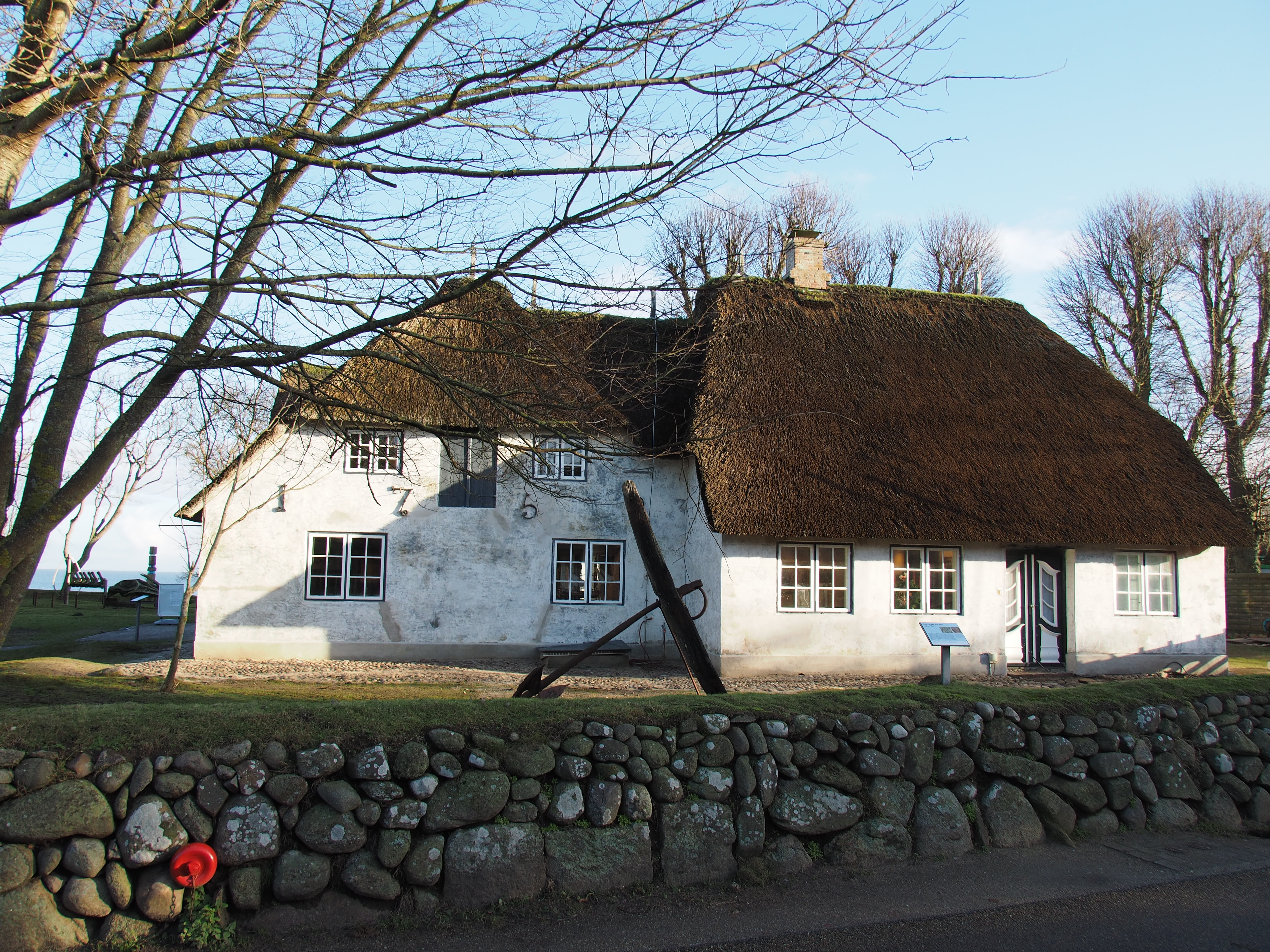
Das Sylt Museum

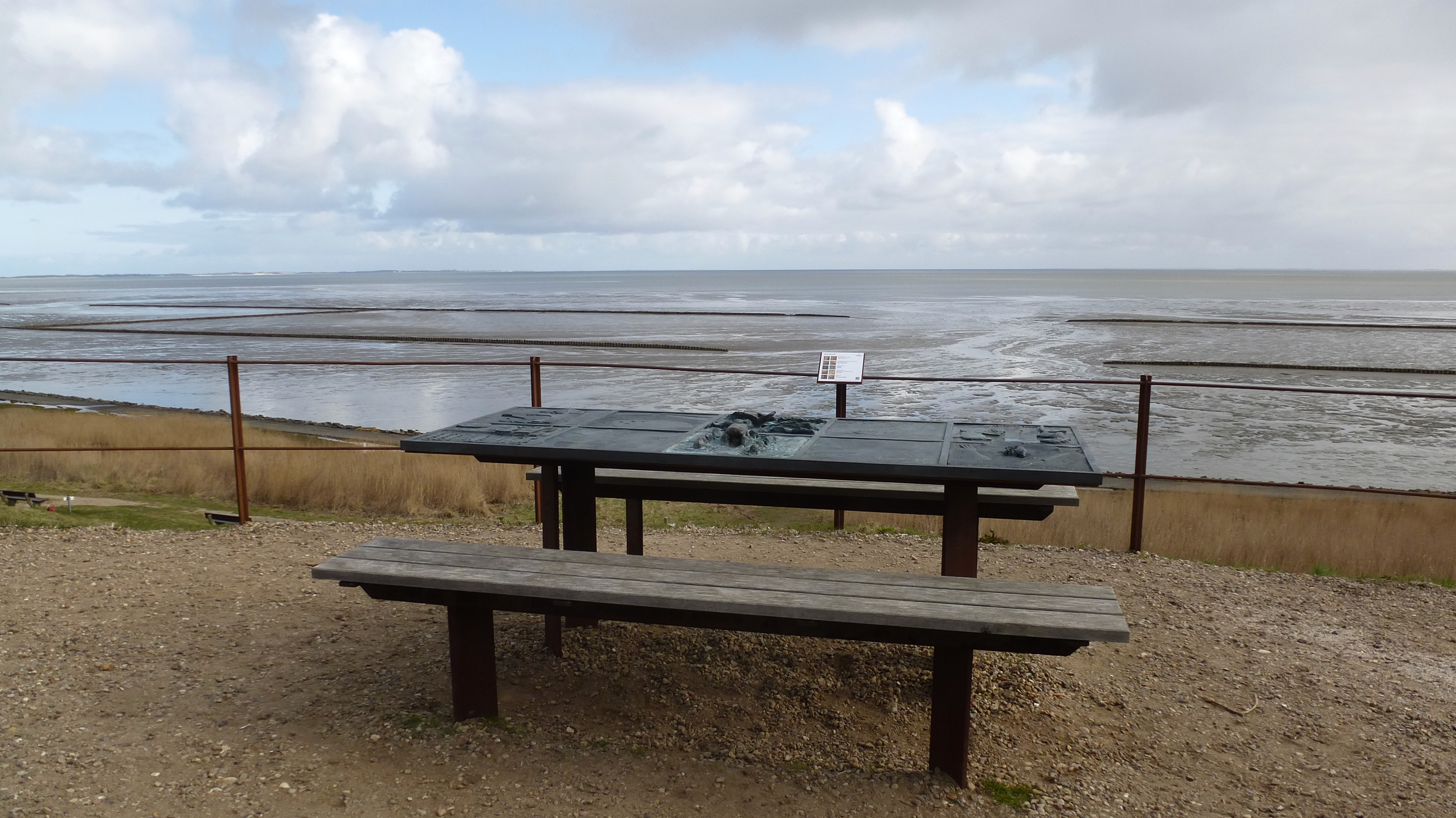
„Tisch am Kliff“ zum Thema 5000 Jahre Sylter Geschichte 2019, aufgestellt am Sylt Museum

Das Sylt Museum (ehemalig Sylter Heimatmuseum), ein historisches ehemaliges Kapitänshaus, direkt am Keitumer Kliff gelegen, zeigt die von der Seefahrt geprägte Geschichte der Insel Sylt. Insbesondere der Walfang im 17. und 18. Jahrhundert, der den Bewohnern Wohlstand brachte, ist hier ausgestellt. Neben Geschirr, Gläsern, Messing- und Silbersachen aus jener Zeit sind auch Sylter Trachten zu besichtigen. Uwe Jens Lornsen, seinem Leben und Werk, widmet das Museum eine eigene Abteilung. Die Dichter Johann Erichsen und Jens Emil Mungard, sowie die Werke verschiedener Maler, unter anderem von Magnus Weidemann, Carl Arp, Max Koch, Fritz Overbeck und Carl Ludwig Jessen werden vorgestellt. Der nachempfundene Kampener „Ziegenstall“ (eine skurrile Sylter Kabarett-Bar) von Valeska Gert beleuchtet das Sylter Nachtleben nach dem Zweiten Weltkrieg. In unmittelbarer Nähe des Museums, auf der Wattseite am Grünen Kliff, befindet sich ein 2019 von den fünf zeitgenössischen Kunstschaffenden Walter vom Hove, Ingo Kühl, Hans Joachim Pohl, Edda Raspé und Hans Jürgen Westphal gestalteter Tisch mit Bronzereliefs zum Thema 5000 Jahre Sylter Geschichte.
Das Altfriesische Haus, das Haus des 1879 verstorbenen Inselchronisten Christian Peter Hansen, ist heute ein Museum. Es gibt einen Einblick in die Wohnkultur einer Kapitänsfamilie im 18. und 19. Jahrhunderts.
Das Feuerwehrmuseum Keitum ist das kleinste Museum der Insel und ist das Museum der Freiwilligen Feuerwehren Sylt. 

### Kirche

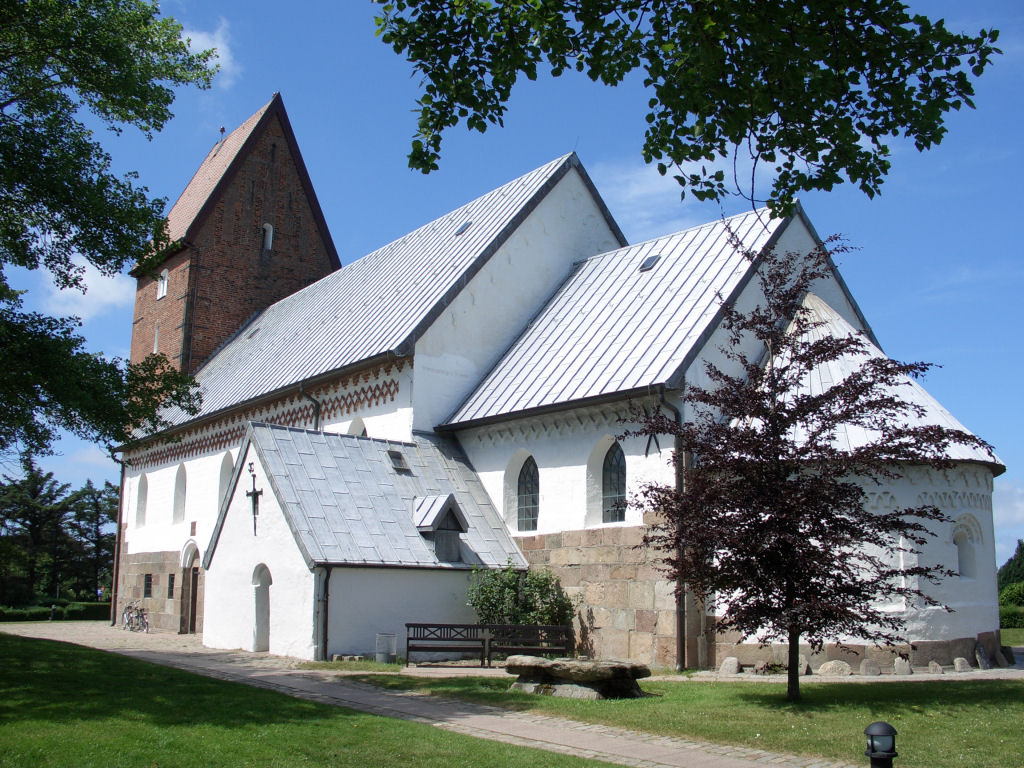
St. Severin in Keitum

Die St.-Severin-Kirche wurde bereits um 1216 erbaut und war ursprünglich den Heiligen Knut und Ketel geweiht. In ihrem Inneren sind viele Feldsteine verbaut und in der Mitte der Westwand befinden sich zwei spiegelbildlich angebrachte Natursteine, die der Sage nach von den Nonnen Ing und Dung gestiftet wurden und auch ihr Abbild darstellen.

### Friedhof
Auf dem Friedhof der St.-Severin-Kirche haben neben alten Sylter Familien, darunter namhafte Kapitänsfamilien, auch mehrere bekannte Persönlichkeiten ihre letzte Ruhe gefunden. Neben Rudolf Augstein, dem ehemaligen Bundesinnenminister Gerhard Schröder, dem Bühnen- und Filmschauspieler Uwe Dallmeier und dem Synchronsprecher Edgar Ott liegen auch der Verleger Peter Suhrkamp sowie der Expressionist Ernst Mollenhauer dort begraben. Auch der Schauspieler Ernst Otto Fuhrmann und der Antiquitätenhändler Eduard Brinkama fanden dort ihre letzte Ruhestätte.

## Verkehr, Wirtschaft und Infrastruktur

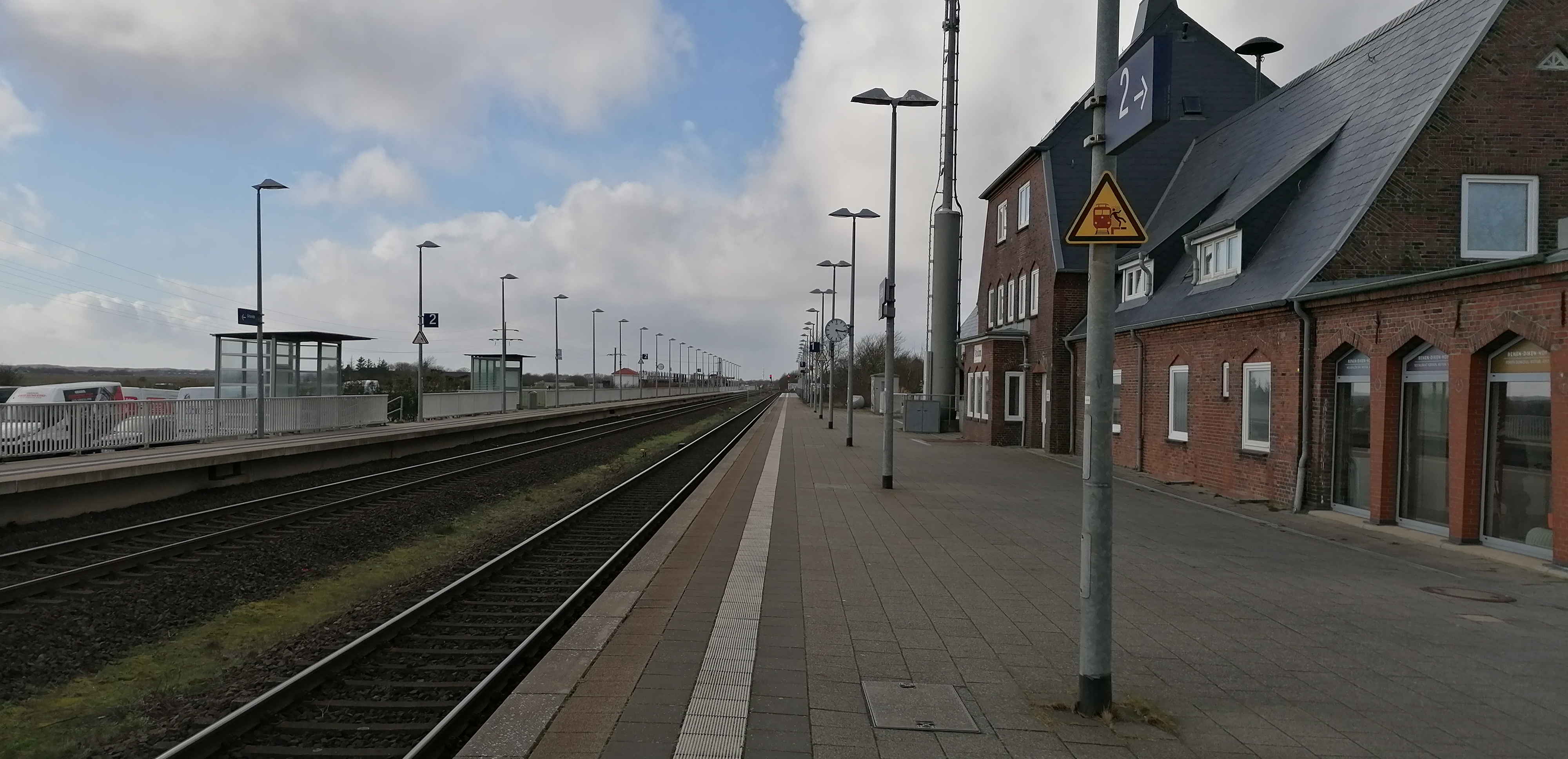
Bahnhof Keitum

Keitum hat einen Bahnhof an der Marschbahn. Hier halten regulär die Züge des RegionalExpress 6 im Nahverkehrsverbund Schleswig-Holstein auf der Relation zwischen Westerland nach Hamburg-Altona.
Daneben hält im SPFV wochentags auch der Intercity 2075 nach Berlin.
Im Nordwesten der Keitumer Gemarkung wurde im Juni 2009 auf einer Fläche von einem Hektar die nördlichste Weinplantage Deutschlands angelegt.
Keitum verfügt über eine gut ausgebaute Infrastruktur mit zahlreichen Restaurants und Geschäften. Mehrere Hotels gehören zu Keitum, darunter die Luxusherbergen Benen-Diken-Hof sowie das Severin's Resort & Spa. Keitum verfügt über einen größeren Supermarkt, der auch Sonntags geöffnet hat und eine Postfiliale beherbergt. 
Die Freiwillige Feuerwehr Keitum verfügt über ein Löschfahrzeug (HLF 20) sowie ein Mehrzweckfahrzeug. Es gibt einen niedergelassenen Arzt im Ort. 

## Persönlichkeiten

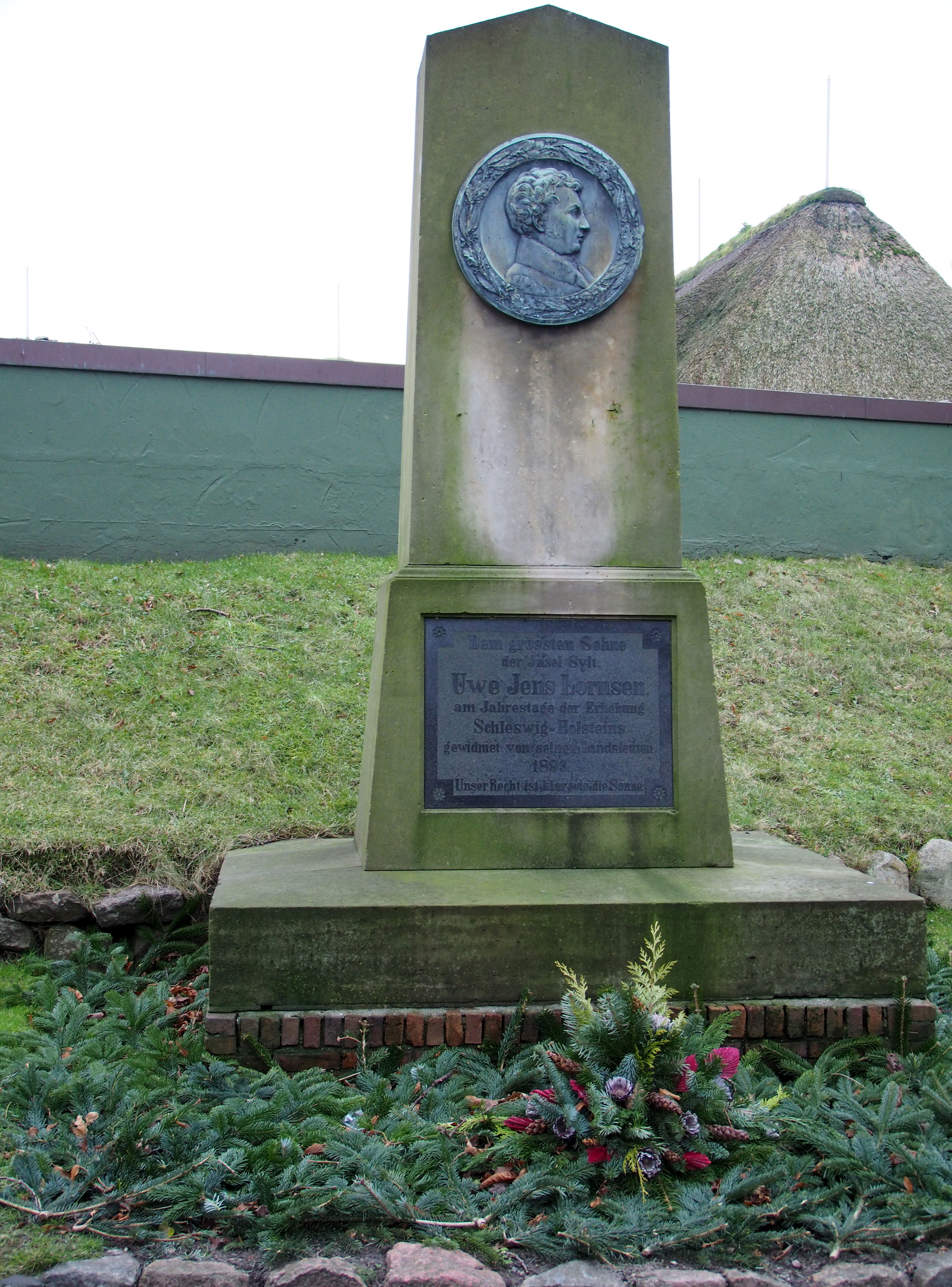
Denkmal für Uwe Jens Lornsen, den „größten Sohn der Insel Sylt“

In Keitum wurde Uwe Jens Lornsen, Vorkämpfer eines geeinten, von Dänemark unabhängigen Schleswig-Holsteins am 18. November 1793 geboren. Die Gemeinde setzte „dem größten Sohne der Insel Sylt“ am 24. März 1896 einen Gedenkstein, der Lornsen in einem von Bildhauer Wilhelm Wandschneider modellierten Reliefmedaillon darstellt. Der Autor Boy Lornsen, Verfasser u. a. des Kinderbuches Robbi, Tobbi und das Fliewatüüt, war gebürtiger Keitumer und verbrachte dort seine Kindheit sowie seine letzten Lebensjahrzehnte. Auch der frühere Intendant der Staatlichen Schauspielbühnen Berlin, Boleslaw Barlog, lebte in Keitum.